# Västra Tunhems församling
Västra Tunhems församling är en församling i Väne kontrakt i Skara stift. Församlingen ligger i Vänersborgs kommun i Västra Götalands län och ingår i Västra Tunhems pastorat.

## Administrativ historik
Församlingen har medeltida ursprung. Före den 1 januari 1886 (enligt beslut den 17 april 1885) var namnet Tunhems församling. Under medeltiden införlivades Malöga församling och Rånnums församling. Mellan 1951 och 31 december 1976 var församlingen uppdelad i två kyrkobokföringsdistrikt: Västra Tunhems kbfd (151403, från 1974 158009) och Vargöns kbfd (151402, från 1974 158008).
Församlingen var till 2002 moderförsamling i pastoratet (Västra) Tunhem, Gärdhem, (Väne-)Åsaka och Norra Björke som från 1962 även omfattade Vänersnäs församling. Från 2002 moderförsamling i pastoratet Västra Tunhem, Gärdhem, Åsaka-Björke och Vänersnäs.

## Kyrkoherdar
| Ämbetstid | Namn                     | Levnadstid | Övrigt                                 |
| --------- | ------------------------ | ---------- | -------------------------------------- |
| 1481      | Nils Lydolfsson          |            |                                        |
| 1544–1551 | Sveno Laurentii          |            | Häradsprost.                           |
| 1562      | Andreas Caroli           |            |                                        |
| 1575–1593 | Andreas Johannis         |            |                                        |
| 1610      | Laurentius               |            | Senare kyrkoherde i Saleby församling. |
| 1610–1647 | Laurentius Andreæ Grotte | –1647      | Kontraktsprost.                        |
| 1649–1664 | Andreas Laurentii Grotte | 1605–1664  | Kontraktsprost.                        |
| 1665–1682 | Petrus Grotte            | 1636–1682  |                                        |
| 1683–1701 | Ericus Omoenius          | 1644–1701  |                                        |
| 1702–1711 | Asmund Scarin            | 1641–1711  |                                        |
| 1712–1740 | Olof Carlander           | 1669–1740  |                                        |
| 1742      | Petrus Breander          | –1742      |                                        |
| 1744–1781 | Anders Forssenius        | 1703–1781  |                                        |
| 1783–1793 | Anders Hellstenius       | 1741–1793  |                                        |
| 1796–1798 | Gustaf Segerdahl         | 1729–1798  |                                        |
| 1800–1807 | Gustaf Björndahl         | 1740–1807  | Kontraktsprost och riksdagsman.        |
| 1810–1846 | Nils Peter Norrman       | 1769–1846  |                                        |
| 1848–     | Nathanael Wallin         | 1787–      | Kontraktsprost och riksdagsman.        |

## Organister
| Period    | Namn                        | Levnadstid | Övrigt    |
| --------- | --------------------------- | ---------- | --------- |
| 1763      | Abraham Storm               |            | Organist  |
| 1765-1795 | Johan Andersson Kafvelström | 1746-1795  | Organist  |
| 1824-1829 | Carl Hanner                 | 1796-1847  | Organist  |
| 1829-1878 | Lars Gyberg                 | 1805-1878  | Organist  |
| 1925–1964 | Karl Oskar Jonson           | 1896–      | Organist. |

## Kyrkobyggnader
- Västra Tunhems kyrka
- Vargöns kyrka

### Fotnoter
1. ↑  Nationell Arkivdatabas Referenskod: SE/158009000, läst: 14 augusti 2018.[källa från Wikidata]
2. ↑  Stift, kontrakt och pastorat i nummerordning med ingående församlingar 2020-01-01, SCB, läs online.[källa från Wikidata]
3. 1 2  Medlemmar i Svenska kyrkan i förhållande till folkmängd den 31.12.2019 per församling, kommun och län samt riket, Svenska kyrkan, läs online.[källa från Wikidata]
4. ↑  SCB folkräkningen 1890 andra delen Arkiverad 24 september 2015 hämtat från the Wayback Machine. sida 79 anm. till Älvsborgs län not 1
5. ↑  ”Förteckning (Sveriges församlingar genom tiderna)”. Skatteverket. 1989. http://www.skatteverket.se/privat/folkbokforing/omfolkbokforing/folkbokforingigaridag/sverigesforsamlingargenomtiderna/forteckning.4.18e1b10334ebe8bc80003999.html. Läst 17 december 2013.
6. ↑  ”Församlingar”. Statistiska centralbyrån. https://www.scb.se/hitta-statistik/regional-statistik-och-kartor/regionala-indelningar/forsamlingar/. Läst 30 december 2022.
7. ↑  Warholm, Johan Wilhelm (1871). Skara stifts herdaminne Förra delen. Mariestad: Berg. sid. 204-211. Libris 1763007
8. ↑  Väne kontrakt i Sveriges statskalender 1964